# Massive Attack (singel Nicki Minaj)
Massive Attack – singel trynidadzkiej raperki Nicki Minaj, początkowo mający na celu promocję jej debiutanckiego albumu studyjnego Pink Friday, lecz ostatecznie na nim niewydany. Został wyprodukowany przez Alexa da Kid oraz Seana Garretta, który odpowiada także za warstwę tekstową. Zajął 65. miejsce w notowaniu Billboard Hot R&B/Hip-Hop Songs.